# Весела, Инна
Инна Весела, также может транслитерироваться как Инна Веселая (чеш. Inna Veselá) (1933—1976) — чехословацкая шахматистка.

## Биография
Родилась в 1933 году.
Чемпионка Чехословакии по шахматам 1959 года.
Сведения о спортивной деятельности шахматистки крайне скудны: в базах есть только партии из турнира в Галле (1974 г.), из которого шахматистка выбыла после поражений в трех стартовых турах.
Умерла в 1976 году.

## Книга
Вместе с мужем Иржи Веселым написала книгу «Шахматный букварь» (оригинальное название — «Šachový slabikář»).

### Русское издание
Весела И., Веселы И. Шахматный букварь: Кн. для учащихся. — Пер. с чеш. Ильина Е. И., Попова Н. Н. — М.: Просвещение, 1983. — 128 с.

### Украинское издание
Весела, Інна. Шаховий буквар / Інна Весела, Іржі Веселий ; худож. Андрєєв І. В. [та ін.]. - Київ : Радянська школа, 1984. - 126 с. : цв. ил.; 24 см